# Шмид, Карл Фридрих
Карл Фридрих Шмид (нем. Carl Friedrich Schmid; 22 апреля 1840, Митава — 31 марта 1897) — немецкий шахматист. Мастер. Родился на территории Российской империи, но играл только в немецких соревнованиях.
Известен по участию в турнире в Висбадене (1880 г.; 2 из 15, +1 −12 =2, 15—16 место, победили Блэкберн, А. Шварц и Энглиш) и 2-м конгрессе Германского шахматного союза в Берлине (1881 г.; 3½ из 16, +1 −10 =5, 16 место, победил Блэкберн). В последнем из этих турниров Шмид стал соавтором интересной партии. В 3-м туре он играл черными против Чигорина. Соперники разыграли систему Ганштейна в королевском гамбите. Чигорин опроверг одно из популярных продолжений в этой системе, хорошо провёл атаку и завершил её эффектной матовой комбинацией. Партия сохраняла теоретическое значение по меньшей мере до конца 1980-х гг. (тогда вышла последняя фундаментальная монография по королевскому гамбиту).